# Кемчуг
Кемчуг (рос. Кемчуг) — річка в Красноярському краї  Росії, права притока Чулиму (басейн Обі).

## Географія

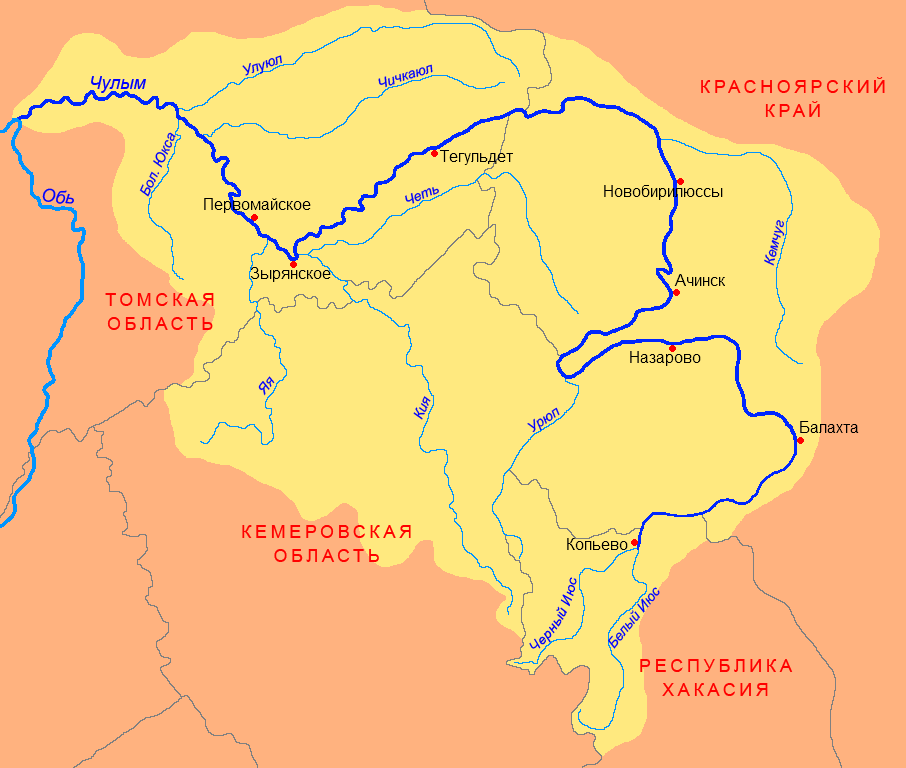
Річка Кемчуг і басейн Чулиму

Довжина річки — 441 км. Площа водозбірного басейну — 10 300 км².
Бере початок на західній околиці Східного Саяна. У пониззі тече в широкій, місцями заболоченій долині чулимської рівнини. В околицях русла зростає змішаний і листяний, в основному березовий ліс, чагарник. Заплава і береги річки вкриті заростями трави й чагарників. Річка багата рибою. Об'єктами промислу є щука, таймень, язь, окунь. 

## Гідрологія
Живлення змішане, з переважанням снігового і дощового. Середньорічна витрата води — 60 м/с. Річка замерзає в жовтні і залишається під крижаним покривом до травня .